# Samira Kitman
Samira Kitman (1984) es una calígrafa y miniaturista nacida en Afganistán que actualmente reside en Lancaster, en el norte de Inglaterra.

## Biografía
Su madre y su padre huyeron a Pakistán donde vivieron como refugiados, durante su primera infancia, aunque regresaron a Kabul en 2002. Samira Kitman aprendió su oficio con la Fundación Turquoise Mountain. Comenzó a pintar en miniatura, cerámica y carpintería con un contrato en el nuevo Anjum Hotel de 5 estrellas en La Meca utilizado por peregrinos adinerados. Empleó a otras quince mujeres calígrafas.. El contrato, por valor de 175.000 libras esterlinas, fue por 6.000 versos coránicos iluminados para decorar el hotel. Ella y sus artistas tuvieron 11 semanas para completar las intrincadas letras de tinta con remolinos de acuarela verde y dorada.
Fue votada como la empresaria afgana del año, ha sido elogiada por el príncipe Carlos y ha exhibido su arte en el museo de  Victoria y Alberto de Londres y en el Instituto Smithsoniano de Washington. Creó una fundación artística llamada Maftah-e Hunar que capacitó a ochenta mujeres jóvenes y desfavorecidas para convertirse en artistas y ganarse la vida. 
En 2016 apareció en We Are Afghan Women, un libro de la ex primera dama estadounidense Laura Bush. 
El alto perfil de Kitman llamó la atención de los militantes talibanes en Afganistán,lo que la hizo solicitar asilo en el Reino Unido y fue reubicada  años más tarde por el Ministerio del Interior en Lancaster.En un principio su solicitud fue denegada, aunque una apelación presentada el 18 de marzo de 2017, antes de la apelación, el Ministerio del Interior revocó su decisión: “Advirtieron que después de revisar su decisión no se habían dado cuenta del alcance del perfil de Samira en Afganistán e internacionalmente y que por su perfil estaría en riesgo”.